# Helmut
Helmut är ett tyskt mansnamn. Stavningsvarianter är bland annat Hellmut, Helmuth och Hellmuth. Namnet var mycket populärt i Tyskland och Österrike under 1920- och 1930-talen då det tillhörde topp tio vad gäller dopnamn. Det finns även som efternamn. Ursprunget är oklart och det finns flera olika idéer om hur namnet skapas. Enligt en teori kommer namnet av helm (hjälm) och muot (anda, sinne).

## Kända namnbärare
- Helmut Berger
- Helmuth Duckadam
- Helmut Haller
- Helmut Jahn
- Helmut Kohl – tidigare tysk förbundskansler
- Helmuth Johannes Ludwig von Moltke
- Helmut Pinter
- Helmut Rahn
- Helmut Schmidt
- Helmut Simon
- Helmuth Stieff
- Hellmuth Walter
- Helmuth Weidling